# Oulad al-Hajj
 (février 2025).
Oulad al-Hajj  (en arabe : أولاد الحاج) est une tribu arabe marocaine issue de Banu Maqil, ils ont pour chef-lieu Outat El-Hajj, quelques-uns d'entre eux ont migré a Fès et ses alentours.

## Origines
Ils sont issues de Banu Maqil, même si certains cite une appartenance à Banu Hilal, l'option Banu Maaqil reste la plus probable pour leur origine.
Les Awlad al-Hajj serait de la branche Dawi Mansour de Banu Maaqil.

## Histoire
La tribu possède un mode de vie semi-nomades, d'origines bédouines, la moitié des "Hajjis" (nom donné aux membres de la tribu) sont nomades, l'autre sont sédentaires.
Les sedentaires vivent dans des "palais", quant aux nomades, ils vivent sous la tente, et ont une aire de transhumance sur tout le long du fleuve Moulouya.
Plusieurs petits conflits ce déclencheront entre les Ouled al-Hajj, les Ouled Khawa (branche des Ouled Al-Hajj) et les Bani Guil, contre certaines tribus amazighs du Moyen Atlas, ces dernieres les attaquants pour diverses raisons.[réf. nécessaire]

### Histoire Modernes des Awlad Al-Hajj Originel
Les Awlad Al-Hajj, jusqu'en 1882 reconnaissait l'autorité du Makhzen de Hassan Ier, plus tard, ils envoient leur chef a Fès, a la rencontre du sultan Hassan Ier, un des cousins du Caïd accuse d'un crime le chef des Hajjis, alors sont emprisonne le chef et ses compagnons, alors est élu un nouveau chef issue du clan des Awlad Abd al-Krim, mais ce dernier fait un massacre chez une tribu voisine, alors les Hajjis ce révolte contre lui, depuis, la tribu n'est plus dirigé par un chef. Ils sont alors rentré dans une période de défis a l'autorité marocaine, la Siba,.

### Migration des Awlad al-Hajj vers Fes
Les Alaouites ont amené une part de la tribu Oulad al-Hajj dans le Haouz de Fès.
Les Awlad Al-Hajj Oued, aussi nommé Awlad Al-Hajj du Haouz, sont contrairement à leur cousin originel, soumis au pouvoir alaouite.
Ils ont gardé un mode de vie semi-nomades, bédouins, en vivant sous des tentes. Ils sont sous l'autorité d'un des caïds de Fès.
Ils sont bordées au nord par la tribu des Hyayna et des Ait Sadden, au sud par les Shararda et a l'ouest la ville de Fès. Le fait que les Hajjis vivent dans des plaines est décrit par Abd al-Wahhab ben Mansur comme un phénomène très présent chez les tribus arabes, aussi présent chez les Hyayna, les Awlad Jama' et les Oudaya.
Dans Jany al-Azhar wa Nur al-Abhar, on apprend que la tribu Oulad al-Hajj, avec la tribu al-Mahamid et la tribu al-Mlalqa possède plus de 1 800 esclaves à l'époque de Moulay Ismaïl. Jeune comme vieux, femmes comme hommes.

### Histoire Contemporaine
Les Ouled Al-Hajj (originel) ont protesté plusieurs fois en 2019, principalement le Lundi 18 mars 2019, contre un groupe parlementaire et également un des vice-présidents de la région Draa-Tafilalet qui a stoppé le projet d'une construction d'une clinique (ou école) pour des raisons géologique.

## Composition tribal
La tribu est composée d'une tribu de base et 2 autres branches qui se sont créées dûes a la migration dans la région de Fès.
- Awlad Al-Hajj (originel)
  - Awlad Ben Abd al-Krim 
    - Awlad Ali ben Dahman
    - Awlad Mbarek
    - Awlad Ba Rahou

  - Awlad Malouk
    - Kouchma
    - Awlad En-Nemir
    - Awlad En-Nfissa

  - Ahl Soutat 
    - Asdouter
    - Awlad Hammou
    - Awlad Mohamed al-Sghir

  - Awlad Sidi Abd Al-Wahd (Mrabitin)
  - Awlad Sidi Mbarek al-Kandisi
  - Awlad Ya'qub ben Eshal
  - Qechacha
  - Awlad Khawa[10]
  - Awlad Jerrar[10]
  - Ahl Fekkouss[10]
  - Ahl Reggou[10]
  - Banu Talha (aussi Awlad Talha, ils sont issues d'un "Hilf", alliance, entre les Awlad al-Hajj et eux, ils ont tous deux des origines communes remontant aux Dawi Mansour)

- Awlad Al-Hajj Oued (aussi dit du Haouz)[5],[11]
  - Awlad Saïd
  - Awlad el-Hajj (clan des Awlad Al-Hajj Oued)
  - Troisième branche inconnu
  - Awlad Aissa
  - Awlad Al-Nasser
  - Awlad Ghafir
- Awlad Al-Hajj de Saïss[11]
  - Awlad al-Khawa[12]
  - Al-Mkhalafa
  - Al-Hamal
  - Awlad Haddou
  - Awlad Mansur
  - Awlad Bou Abbid

## Religion
La tribu Awlad al-Hajj Oued est cité comme très religieuse et des gens de foi, sur leur territoire se trouve la ville de Sidi Harazem, et la tombe du sidi soufi du même nom.